# Étienne de Chalmet
 Étienne de Chalmet (en latin : Stephanus de Chalmeto), OCat., actif entre 1134 et 1147, est un des premiers moines de la chartreuse de Portes. Frère de Jean de Montmédy, procureur du monastère depuis 1128, celui-ci l'incite en 1134 à se faire moine. Étienne se laisse convaincre par la lettre de Jean, et il est novice à Portes dès 1135, puis religieux dès 1136. Étienne écrit plusieurs lettres et traités de dévotions, dont il ne reste aujourd'hui que sa lettre aux novices cisterciens de Saint-Sulpice. Selon une théorie, il serait le dénommé Étienne Ier, cinquième prieur de Portes de 1158 à sa mort en 1177.

## Lettre aux novices de Saint-Sulpice
Étienne écrit aux novices Bonami et ses compagnons, car plusieurs d'entr'eux pensent arrêter leur noviciat à l'abbaye de Saint-Sulpice, dans l'Ain. Étienne leur rappelle la grâce que Dieu fait de vivre dans la piété et non dans le monde, dans la tentation du péché. Citant l'apôtre Paul de Tarse et prenant exemple sur la femme de Loth, il les appelle à ne pas regarder en arrière. Le moine de Portes les encourage à garder confiance en Dieu et à persévérer dans la vocation à laquelle ils sont appelés, car arrêter est le but de la ruse du diable, et c'est se condamner à la damnation.

## Étienne de Chalmet, prieur de Portes?
La lettre d’Étienne aux novices est moins développée que celles de son frère sur le même sujet. Il y a moins de clarté et d'éloquence et Étienne est plus subtil dans son choix de citations bibliques, afin de soutenir son raisonnement. Cependant, sa connaissance de la Bible, de la religion et son parfait jugement pour discerner sont des qualités précieuses pour diriger la communauté de Portes après Anthelme de Chignin.
Selon une théorie soutenue par les Annales de l'ordre cartusien, Étienne Ier, prieur de Portes élu en 1158, n'est autre qu’Étienne de Chalmet. Cette thèse est improuvable, mais elle est vraisemblable. Le prieur Étienne veut empêcher que les chanoines réguliers de Saint Ruf, installés à Ordonnaz, ne recommencent à convoiter les terres de la chartreuse de Portes, comme ils le firent plusieurs fois par le passé. Sur sa demande, le pape Adrien IV envoie un rescrit à Guichard, archevêque de Lyon, afin qu'il règle définitivement l'affaire. Guichard est accompagné de clercs et de laïcs importants lorsqu'il va dans les montagnes de Portes et Ordonnaz. Il renouvelle et scelle par des bornes de pierre les limites de Portes telles que fixées en 1141 par Falque de Lyon. En 1171, le pape Alexandre III adresse une bulle pontificale de protection du monastère de Portes à Étienne Ier, comme l'avaient fait Innocent II et Eugène III par le passé. Il meurt en 1177.